# Al-Tutili
Al-Acma al-Tutili o Abu l-Abbas Ahmad ibn Abd Allah ibn Hurayra al-Absi al-Acma al-Tutili (muerto en 1126) fue un poeta andalusí. 
Al-A'ma' quiere decir 'el ciego' y 'Tutili' significa 'de Tudela', (Navarra). Al-Tutili nació en Tudela, pero creció en Sevilla y también vivió en Murcia. Murió a una edad joven y fue uno de los poetas y escritor de canciones (moaxaja y zéjel) más conocidos del período almorávide (1091-1145). Compitió con Avempace con composiciones ingeniosas en la corte de Ibn Tifilwit, el gobernador almorávide de Zaragoza. Escribió panegíricos dedicados tanto a los almorávides como a los Banu Qasi de Alpuente (Al-Sahla) alcanzando la fama con sus poemas de temática amorosa. Especialmente conocida es la elegía que escribió a la muerte de su esposa, a quien invoca con el nombre de Amina.